# Paul Greengard
Paul Greengard (Nueva York, 11 de diciembre de 1925-13 de abril de 2019) fue un neurólogo estadounidense, un neurocientífico conocido por su trabajo en la función molecular y celular de las neuronas. En 2000 Greengard, Arvid Carlsson y Eric Kandel fueron galardonados por el Premio Nobel en Fisiología y en Medicina  por sus descubrimientos concernientes a las señales de transducción en el sistema nervioso. Fue Vincent Astor Professor en la Universidad Rockefeller, y formó parte del Consejo Asesor Científico de la Cure Alzheimer's Fund. y, también, fue científico de the Brain & Behavior Research Foundation. Estuvo casado con la artista Ursula von Rydingsard.

## Biografía
Greengard nació en la ciudad de Nueva York, hijo de Pearl (de soltera Meister) y Benjamin Greengard, un comediante de vodevil. Su hermana mayor fue la actriz Irene Kane, quién más tarde se convertiría en la escritora Chris Chase, fallecida en 2013 a los 89 años. Su madre murió durante su infancia y su padre se volvió a casar en 1927. El apellido Greengard de sus padres es judío, pero su madrastra era episcopaliana. Él y su hermana crecieron en la tradición cristiana.
Durante la Segunda Guerra Mundial sirvió en la Marina de los Estados Unidos como técnico en electrónica en el Massachusetts Institute of Technology trabajando en los primeros sistemas de aviso contra los ataques de los aviones japoneses kamikazes. Después de la Segunda Guerra Mundial, asistió al Hamilton College donde se graduó en 1948 con una licenciatura en matemáticas y en física. Decidió graduarse en física porque muchos físicos de la posguerra se estaban enfocando sus investigaciones hacia las armas nucleares y, en su lugar, dirigió su interés hacia la biofísica. Inició sus estudios en la Universidad Johns Hopkins en el laboratorio de Haldan Keffer Hartline. Inspirado en la lectura de Alan Hogkin, Greengard comenzó a trabajar en la función molecular y celular de las neuronas. En 1953 recibió su título PdH y comenzó a trabajar en la Universidad de Londres, en la Universidad de Cambridge y en la Universidad de Ámsterdam.
Fue director del Departamento de Bioquímica de Geigy y posteriormente catedrático de Farmacología y Psiquiatría en Nueva York y en New Haven. Después de dejar Geigy en 1967 trabajó brevemente en the Albert Einstein College of Medicine and Vanderbilt University antes de tomar el puesto como profesor en el Departamento de Farmacología en la Universidad de Yale. En 1983 se unió a la Universidad Rockefeller. Fue miembro del grupo de Scientific Governors en The Scripps Research Institute. Fue miembro activo como presidente del Fisher Center for Alzheimer's Research Foundation y trabajó en el grupo de the Michael Stern Parkinson's Research Foundation. Ambas fundaciones con renombre internacional sostenidas bajo la conducción de Greengard en el Laboratorio de la Universidad Rockefeller, en Nueva York.

## Investigación
La investigación de Greengard fue sobre los eventos que ocurren dentro de las neuronas causados por neurotransmisores. Específicamente él y su grupo de investigadores estudiaron la conducta de la cascada del segundo mensajero que transformaba el atraque de un neurotransmisor con un receptor dentro de los cambios permanentes de una neurona. En series experimentales, Greengard y sus colegas mostraron que cuando la dopamina interactúa con un receptor en la membrana celular de una neurona, causa un incremento dentro del ciclo del AMP de la célula. Este incremento del AMP cíclico, en turno de las actividades de una proteína llamada quinasa A, la cual convierte a otras proteínas dentro o fuera añadiendo grupos de fosfato en una reacción conocida como fosforilación. Las proteínas activadas por la fosforilación pueden presentar varios cambios en la célula: transcribiendo el DNA para formar nuevas proteínas, mover muchos de los receptores de la sinapsis (esto incrementa la sensibilidad de la neurona), moviendo los canales de los iones a la superficie celular (esto incrementa la excitabilidad de la célula).
Greengard continuó la línea de investigación abierta por Arvid Carlsson, en el estudio de la dopamina, serotonina y noradrenalina en la sinapsis neuronal.
Recibió el Premio Nobel de Fisiología o Medicina en 2000, compartido con Arvid Carlsson y Eric Kandel, por demostrar como los neurotransmisores actúan en la célula y pueden activar una molécula central conocida como DARPP-32.

## Familia
Paul Greengard tuvo dos hijos de su primer matrimonio, Claude y Leslie. En 1985 se casó con la renombrada escultora internacional Ursula von Rydingsard. Ella recibió numerosos premios y reconocimientos, incluyendo dos galardones de the National Endowment of the Arts, Guggenheim Fellowship y Skowhegan Medal for Sculpture y otros tres premios de la sección estadounidense de la Asociación de Críticos del Arte. Fue la primera miembro de la Academia Estadounidense de Artes y Letras y sus trabajos de arte están considerados dentro de la colección permanente del Museo de Arte Moderno en el Museo Metropolitano de Arte, el Museo de Brooklyn, el Museo de Arte de Nelson-Atkins, la Galería Nacional de Arte y el Centro de Arte Walker.
Claude Greengard tiene un posgrado en matemáticas de la Universidad de Berkeley y es el fundador de Foss Hill Partner.Leslie tiene un posgrado de la Escuela de Medicina de Yale y otro posgrado en ciencias de la computación de la Universidad de Yale, siendo profesor de matemáticas y ciencias de la comunicación  y director del Courant Institute of Mathematical an NYU, un ganador del premio de Acero por una contribución a la investigación, recibido de ambas a Packard Foundation Fellolwship y un premio NSF Presidential Young Investigator, como un miembro de U.S. National Academy of Engoineering y U.S. National Academy of Sciences.

## Quejas de discriminación
En febrero de 2018, un jurado federal en el Distrito del Sureste de New York encontró que The Rockefeller University existía la discriminación basada en raza, origen nacional en el laboratorio bajo la supervisión de Paul Grengard.

## Muerte
Murió el 13 de abril de 2019. No fueron informadas las causas.